# Gerbe (agriculture)
 (août 2013).
Si vous disposez d'ouvrages ou d'articles de référence ou si vous connaissez des sites web de qualité traitant du thème abordé ici, merci de compléter l'article en donnant les références utiles à sa vérifiabilité et en les liant à la section « Notes et références ».
Une gerbe est un ensemble d'éléments, généralement végétaux (fleurs, légumes allongés), disposés de façon que leurs tiges soient solidaires entre elles (par exemple réunies par un lien).
C'est donc une botte particulière.

## Gerbe et botte
On parle de gerbe de fleurs, de blé, de  céréales, de roseaux ; mais de botte de paille, de foin, ou d'oignons.
Le terme « gerbe » suggère que l'on s'intéresse à la partie non liée des objets (par exemple : la fleur et non sa tige).

## Galerie

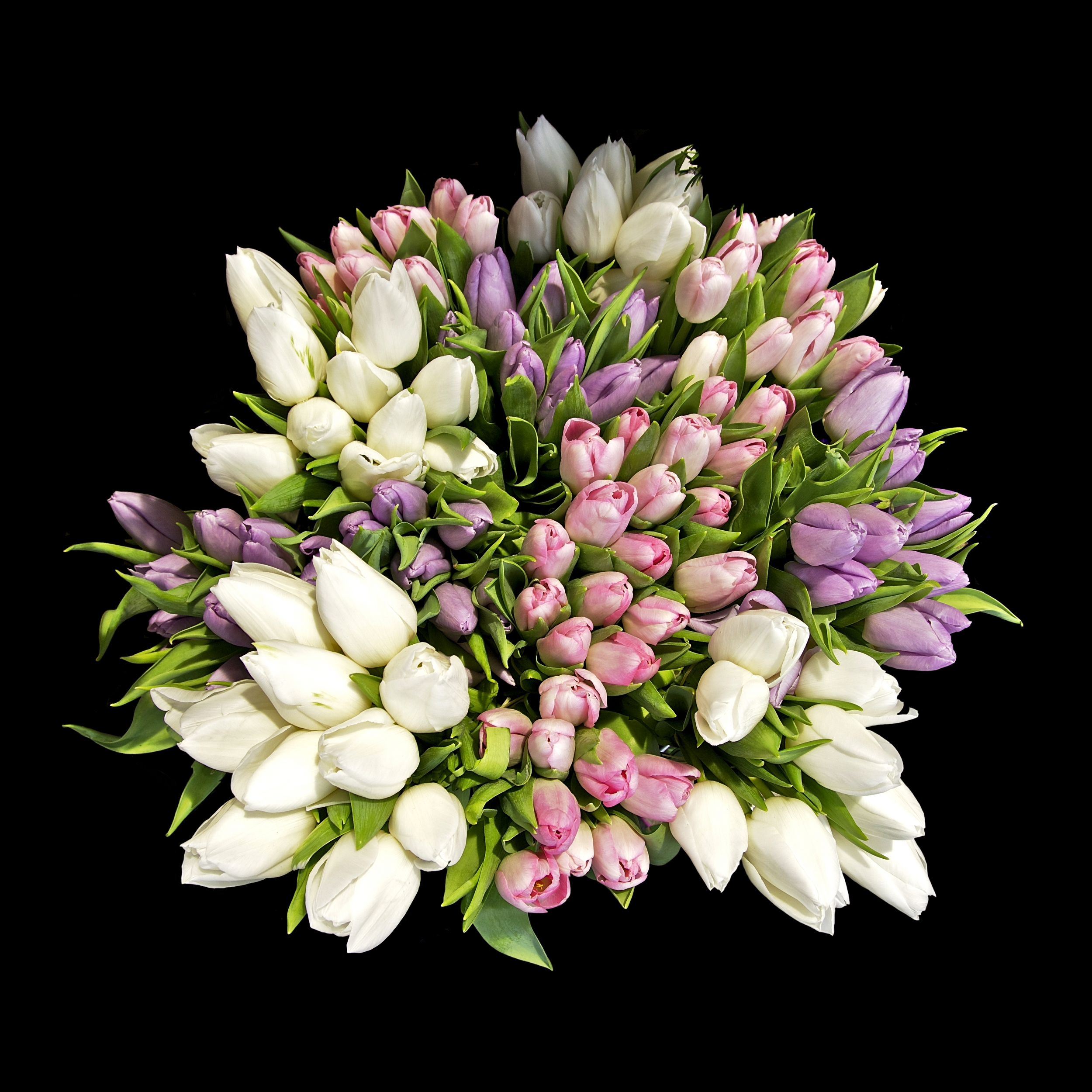
Gerbe de fleurs
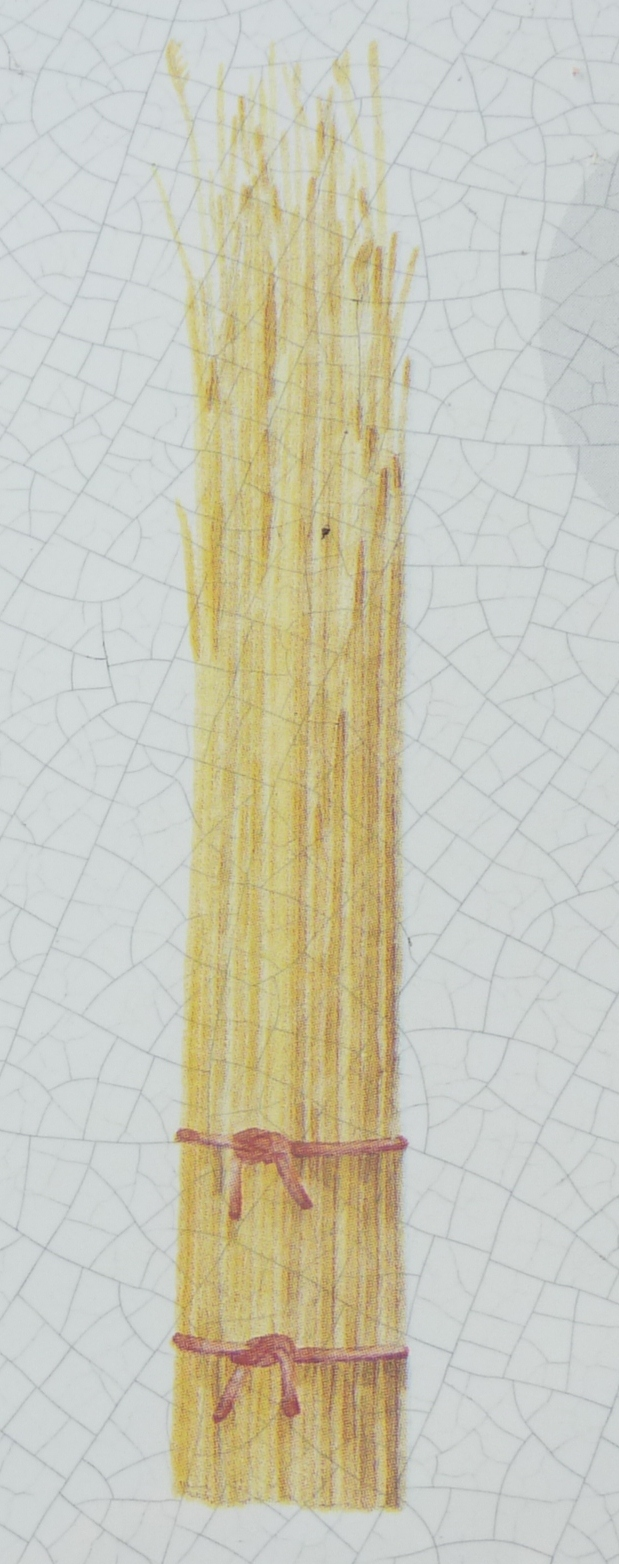
Gerbe de roseaux préparée pour le toit d'une chaumière
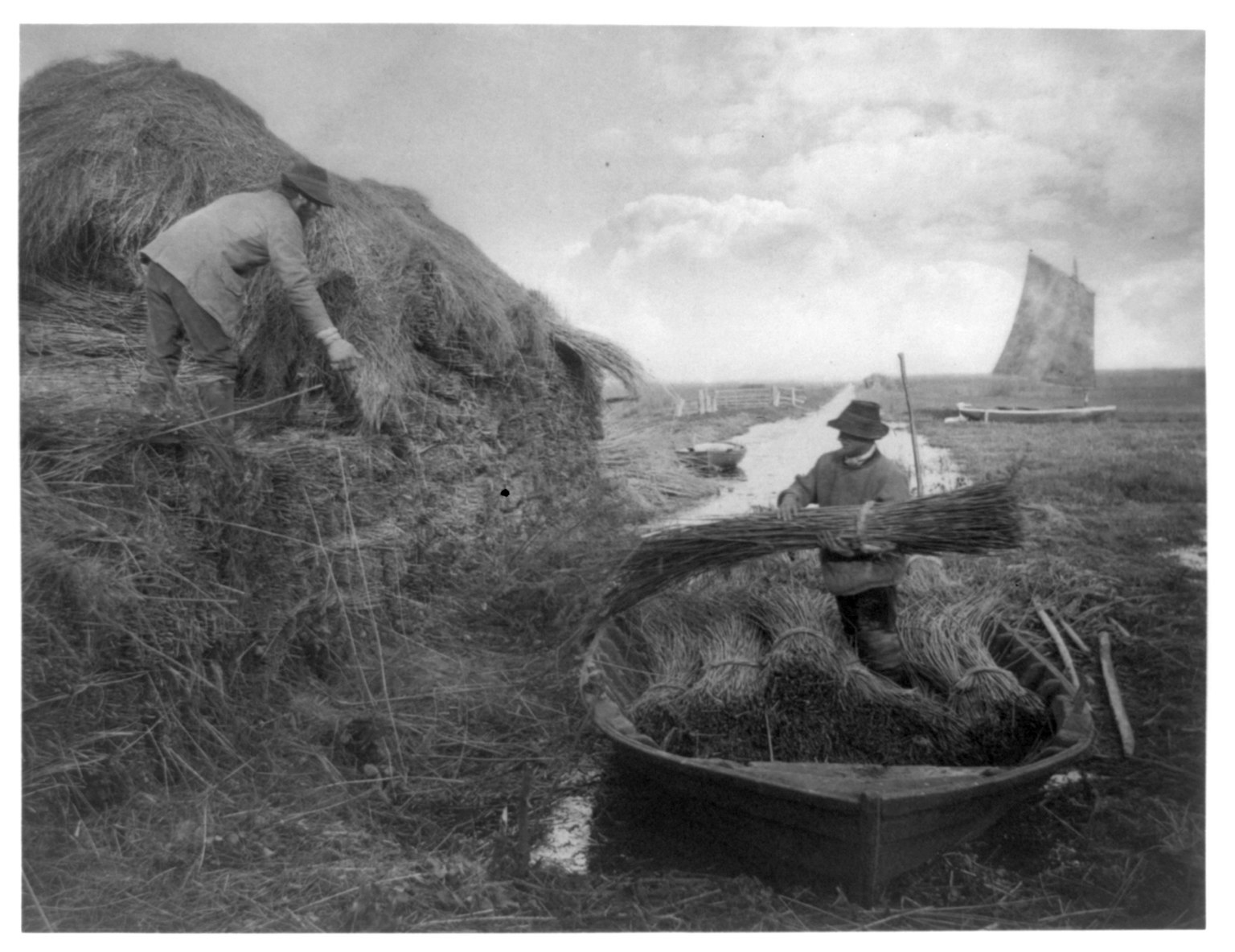
Mise en meule de gerbes de roseaux, The Broads, Angleterre, 1886.

## Héraldique

Le blason d'Avrechy contient deux gerbes de blé stylisées
Le blason d'Escurolles contient une gerbe de blé stylisée